# Осло
О́сло (норв. Osloо файле, [↓ʊʂˈlʊ] или [↓ʊsˈlʊ]) — столица и самый крупный город Норвегии. С 1624 по 1877 год город назывался Христиа́ния (норв. Christiania), с 1877 по 1925 год — Кристиа́ния (норв. Kristiania).

## Этимология
Происхождение названия Осло было предметом многочисленных споров среди лингвистов. По одной из версий, название Oslo означает «устье Ло» (норв. os — «устье», Lo — название реки), по названию реки, некогда протекавшей здесь. Считается установленным, что ойконим имеет древнескандинавское происхождение и, по всей вероятности, первоначально был названием крупной фермы в Бьорвике, но значение этого названия оспаривается. Современные лингвисты обычно интерпретируют название Óslo или Áslo как «луг у подножия холма» или «луг, освящённый богами», при этом оба варианта считаются одинаково вероятными.

## История
В своде саг «Круг Земной» исландского скальда Снорри Стурлусона упоминается, что Осло основал Харальд III Суровый в 1048 году. Во время археологических раскопок были найдены христианские захоронения, относящиеся примерно к 1000 году.
В Средние века город состоял из двух крепостей — королевского замка и епископского. В пределах городских стен находились 9 церквей, один госпиталь, около 400 деревянных домов торговцев и ремесленников. Король Хакон V Святой назвал Осло столицей Норвегии в 1299 году и построил здесь крепость Акерсхус. В годы Высокого Средневековья Осло стал важным торговым пунктом, в том числе были связи с Ганзейским союзом. Численность населения увеличилась вдвое до 3500 человек.

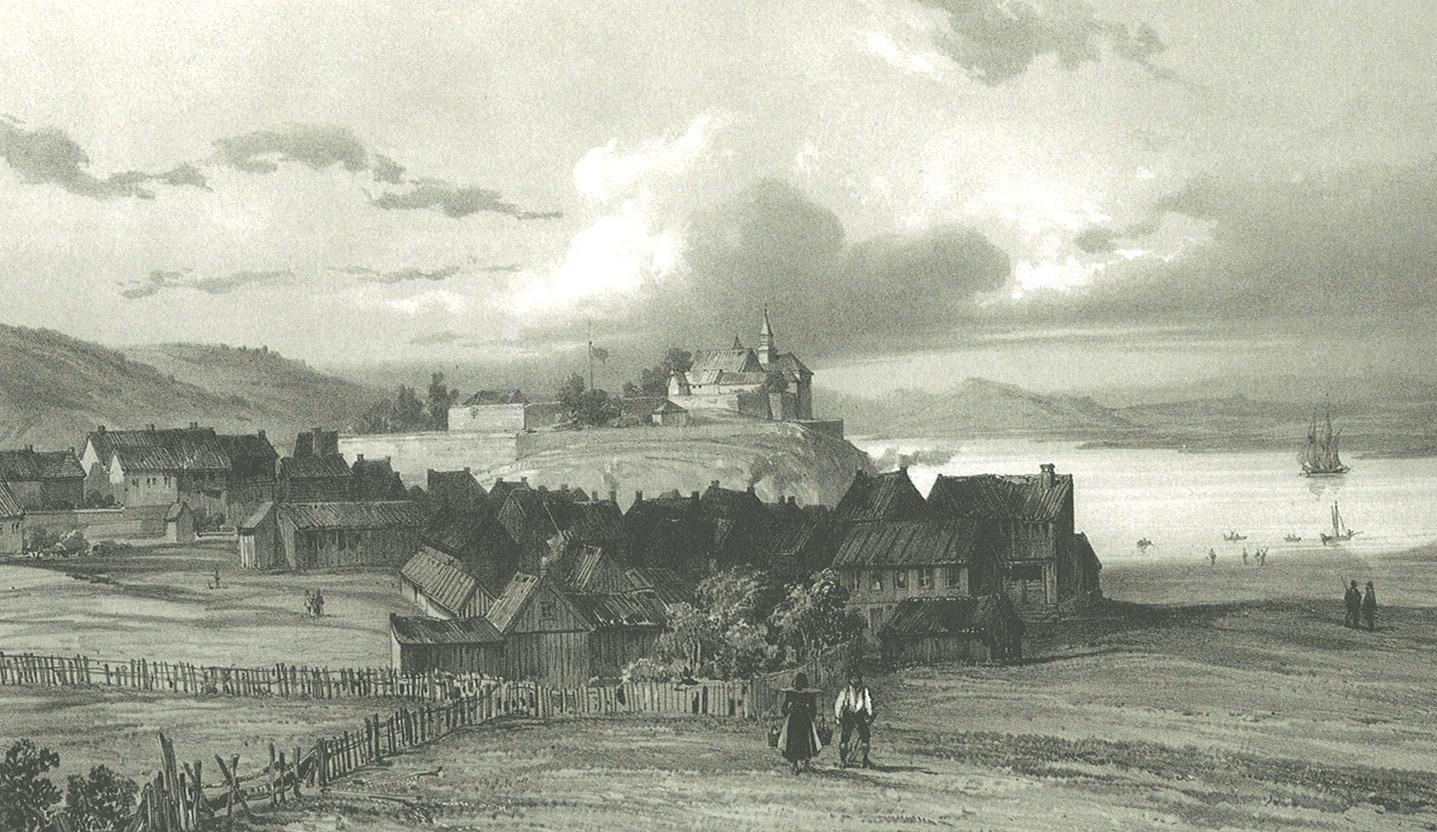
Христиания в 1838 году

Из-за того, что постройки были выполнены по большей части из дерева, город часто горел, на месте сгоревших зданий сооружали новые, но опять же из дерева. После трёхдневного пожара в 1624 году, уничтожившего город, датский король Кристиан IV (на то время Норвегия была провинцией Дании) перевёл жителей в новое место поблизости крепости Акерсхус, которое было названо Христиания в честь короля. Новый город строили в лучших традициях Ренессанса с широкими улицами и строго очерченными кварталами. Здания решили строить из камня, чтобы в будущем предотвратить разрушительные пожары. Несмотря на запрет короля, старый город был вновь заселён, в основном бедняками, которые не имели средств к проживанию в зажиточной Христиании.

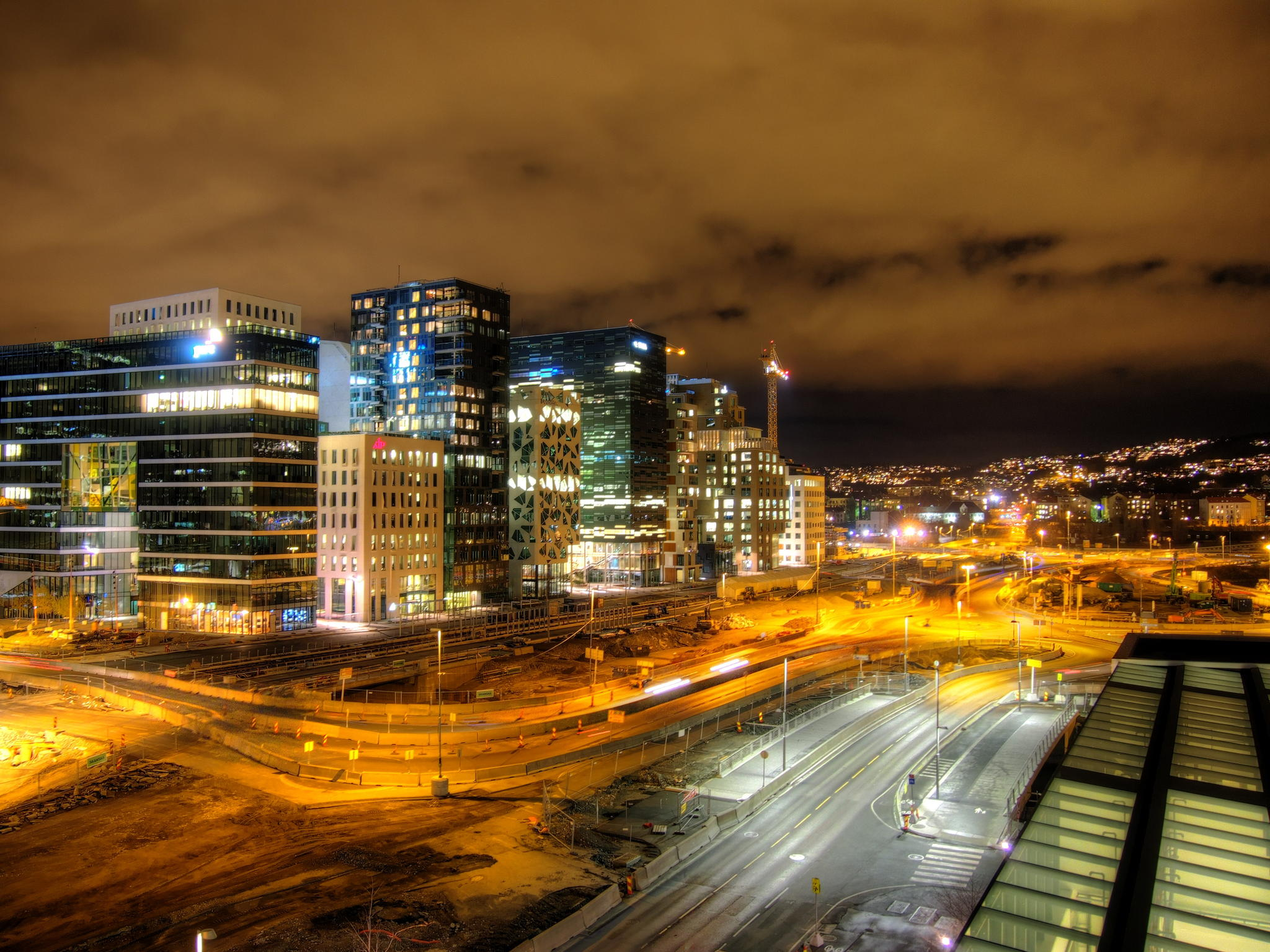
Ночной Осло

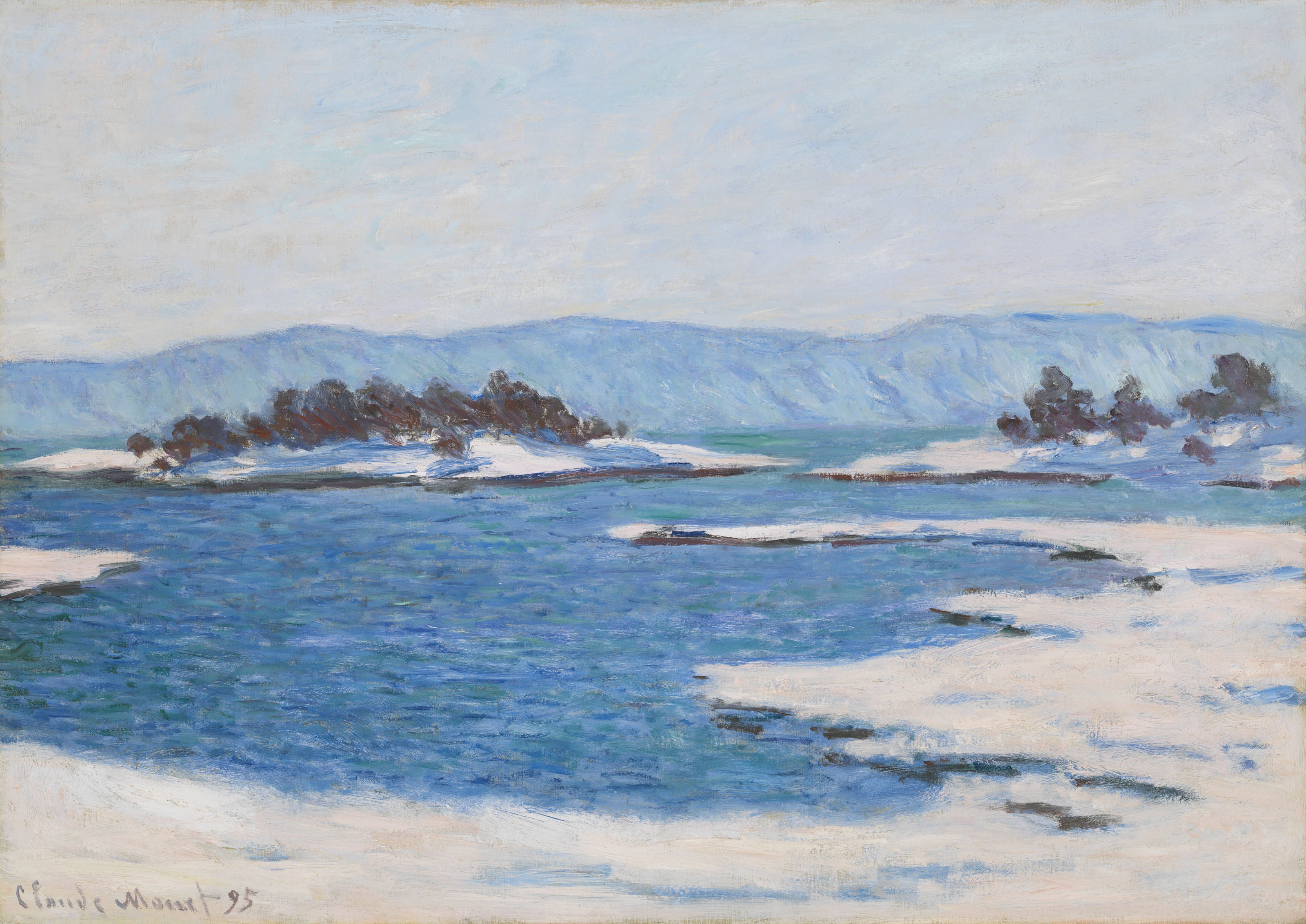
Fjord à Christiania, Клод Моне (1895).

После Северной войны в начале XVIII века экономика Христиании стала расти быстрыми темпами благодаря кораблестроению и торговле. Индустриализация пришла в город в 1840-х годах, когда возникло большое количество фабрик, в основном на берегах Акерсэльвы.
В результате англо-датской войны 1807—1814 годов Датско-норвежская уния объявила себя банкротом и по Кильскому договору 1814 года Дания уступила Норвегию Швеции. В годы правления шведско-норвежского короля Оскара II прошла орфографическая реформа, в результате которой город был переименован в Кристианию в 1877 году. Лишь в 1924 году городу вернули его первоначальное название Осло.
В XX веке город заметно разросся, в 1948 году к нему присоединили Акер. В 1960-х годах Осло постепенно начал превращаться в современный город с обширной сетью дорог, системой общественного транспорта и новыми офисными зданиями.
22 июля 2011 года в Норвегии произошло два теракта — в Осло и на острове Утёйа. Погибло 77 человек, ранено — 319.

## География
Осло расположен у самой северной оконечности Осло-фьорда в юго-восточной части Норвегии. К Осло относятся 40 островов. В пределах города расположены 343 озера, которые представляют собой важнейшие источники питьевой воды. По территории Осло протекают две небольшие реки: Акерсэльва и Ална.

### Климат
Осло находится на одной широте с Санкт-Петербургом. Так как Осло расположен почти на 20 градусов западнее, то климат города близок к морскому. Лето в Осло прохладное, а зима мягкая и снежная. Зимой редко бывают сильные морозы, а летом жара бывает не каждый год. Ниже −26 °C температура за историю метеонаблюдений не опускалась, так же как и не поднималась выше 35 °С. Осень в Осло затяжная, а весна наступает только в самом конце марта.
| Показатель                    | Янв. | Фев.  | Март  | Апр.  | Май  | Июнь | Июль | Авг. | Сен. | Окт. | Нояб. | Дек.  | Год  |
| ----------------------------- | ---- | ----- | ----- | ----- | ---- | ---- | ---- | ---- | ---- | ---- | ----- | ----- | ---- |
| Абсолютный максимум, °C       | 12,5 | 13,8  | 21,5  | 25,4  | 31,1 | 33,7 | 35,0 | 33,6 | 26,4 | 21,0 | 16,1  | 12,6  | 35,0 |
| Средний суточный максимум, °C | 0,1  | 1,1   | 5,3   | 11,0  | 16,7 | 20,4 | 22,7 | 21,3 | 16,4 | 9,6  | 4,4   | 0,8   | 10,8 |
| Средняя температура, °C       | −2,3 | −1,9  | 1,3   | 6,2   | 11,4 | 15,3 | 17,6 | 16,5 | 12,1 | 6,5  | 2,1   | −1,5  | 6,9  |
| Средний суточный минимум, °C  | −4,7 | −4,7  | −2,1  | 2,1   | 6,8  | 10,8 | 13,4 | 12,5 | 8,6  | 3,8  | 0,0   | −3,9  | 3,6  |
| Абсолютный минимум, °C        | −26  | −24,9 | −21,3 | −14,9 | −3,4 | 0,7  | 3,7  | 3,7  | −3,3 | −8   | −16   | −20,8 | −26  |
| Норма осадков, мм             | 57   | 45    | 40    | 47    | 59   | 79   | 86   | 102  | 82   | 92   | 83    | 53    | 824  |
| Источник: Seklima             |      |       |       |       |      |      |      |      |      |      |       |       |      |

## Политика

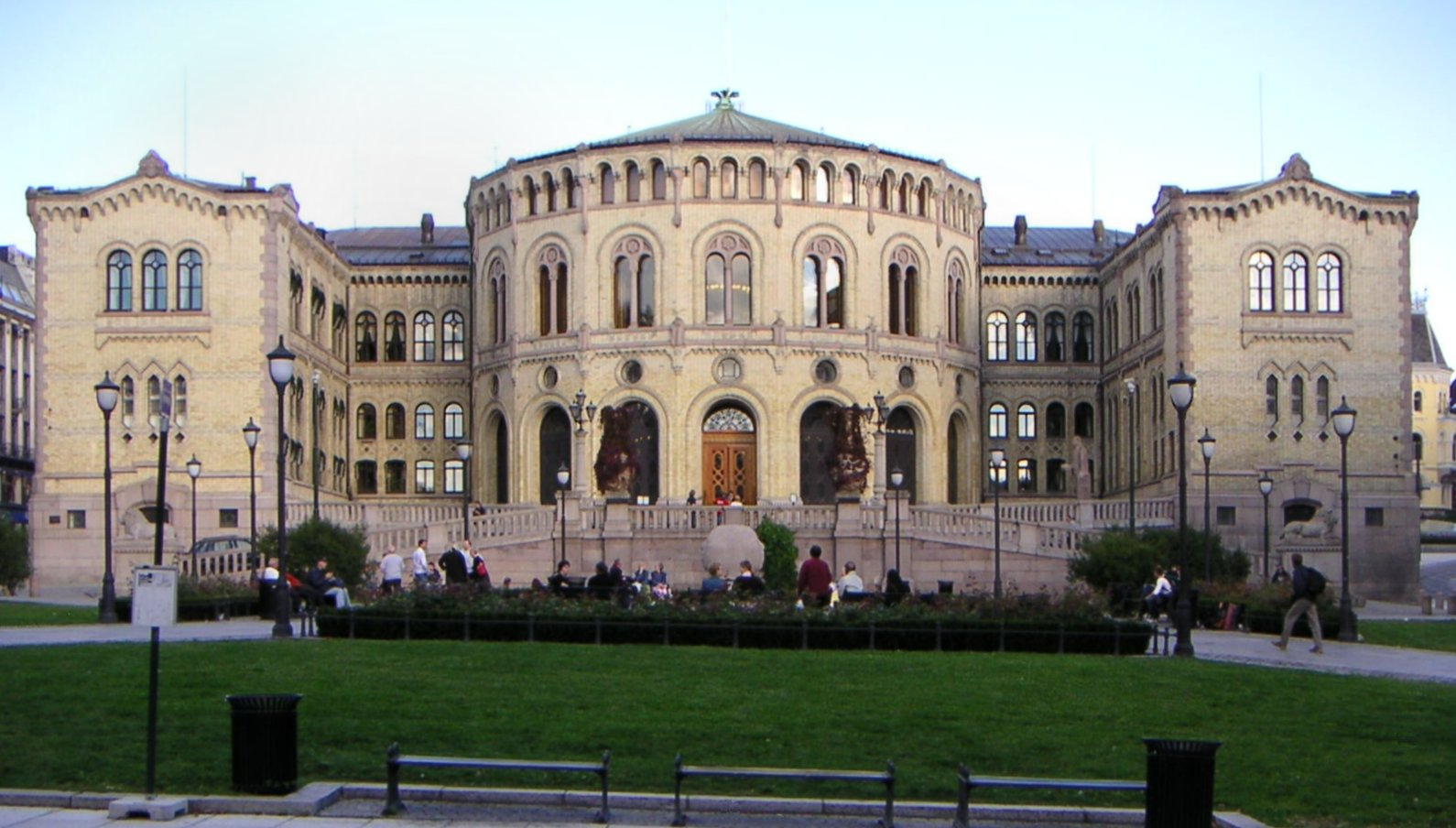
Здание парламента

Благодаря статусу столицы, в Осло расположены правительственные организации. Большинство правительственных офисов находятся в Правительственном квартале (Regjeringskvartalet), неподалёку от норвежского парламента — Стортинга.
Город представлен в Стортинге 17 депутатами.
Осло является одновременно коммуной и фюльке. Представительный орган местного самоуправления — городское собрание представителей (bystyret), избирается населением по пропорциональной системе, исполнительный орган местного самоуправления — совет города (byrådet), состоящий из ратманов (rådmann), избираемых городским собранием представителей. Действующим председателем совета города с 2023 года является представитель Консервативной партии Анне Линдбу.

## Административно-территориальное деление
С 1 января 2004 года Осло поделён на 15 административных районов (между 1988 и 2004 годом число районов составляло 25). Каждый район (норв. bydel) имеет собственную администрацию, которая занимается делами, не являющимися ответственностью городского муниципального совета: социальная работа, детские сады, некоторые вопросы здравоохранения.
Районы Sentrum (центральная часть города) и Marka (лес и сельскохозяйственные территории) в политическом смысле не являются административными районами. Sentrum находится под руководством муниципалитета St. Hanshaugen, власть над Marka поделена между соседними районами.

## Население

### Демографические данные
С XIX века город начали разделять на Западную (Vestkanten) и Восточную части (Ostkanten).
В западной части преобладают этнические норвежцы и поселенцы из западных стран, живущие в домах и коттеджных поселках, раскинувшихся на огромной территории вплоть до Берума, ближайшего пригорода Осло. Уровень жизни считается самым высоким в стране, а средний доход выше среднего по стране почти в два раза. Численность населения Западной части на 2009 год составляет 196 000 человек.
В восточной части проживают около 360 000 человек, из которых 65—80 % составляют иммигранты первого и второго поколения. Во многих школах и колледжах этой части города нет этнических норвежцев, в том числе учителей. На восточных окраинах города характерны многоэтажные дома блочного типа, построенные в периоде 1985—1995 гг., когда наблюдался огромный поток иммигрантов из Северной и Восточной Африки, а также Южной Азии. Ближе к центру расположены старые пятиэтажные дома, в которых жил рабочий класс 50-х годов. Грёнланн — самый известный этнический квартал в Осло.

### Половозрастная структура населения
По данным от 1 января 2009 года
- 19,9 % населения — дети
- 70,3 % — население трудоспособного возраста (возраст выхода на пенсию — 67 лет независимо от пола[12])
- 9,8 % старше трудоспособного возраста.

Женское население (50,6 %) незначительно превышает количество мужчин (49,4 %).
По состоянию на 1 января 2021 года в Осло проживало 697 010 человек. К 2020 году население Осло увеличилось в общей сложности на 3 516 человек. Это был самый низкий годовой прирост населения в Осло с 2000 года.

### Этнический состав
Почти 30 % населения Осло являются приезжими. Наибольшее количество иммигрантов прибывает из соседних скандинавских стран и развивающихся стран. Среди них лидируют Пакистан, Ирак и Швеция.

### Религия
Наиболее распространённой религией в Осло является лютеранство. Высок процент мусульман — 7,38 %, в Осло и Акерсхусе проживают 56 % населения, исповедующего ислам в Норвегии. Буддистам принадлежат 0,5 %, принадлежность к другим религиям незначительна — 0,77 %. По сравнению с другими фюльке, в Осло проживает наибольшее количество населения, называющее себя неверующими — 24,32 %.

## Экономика

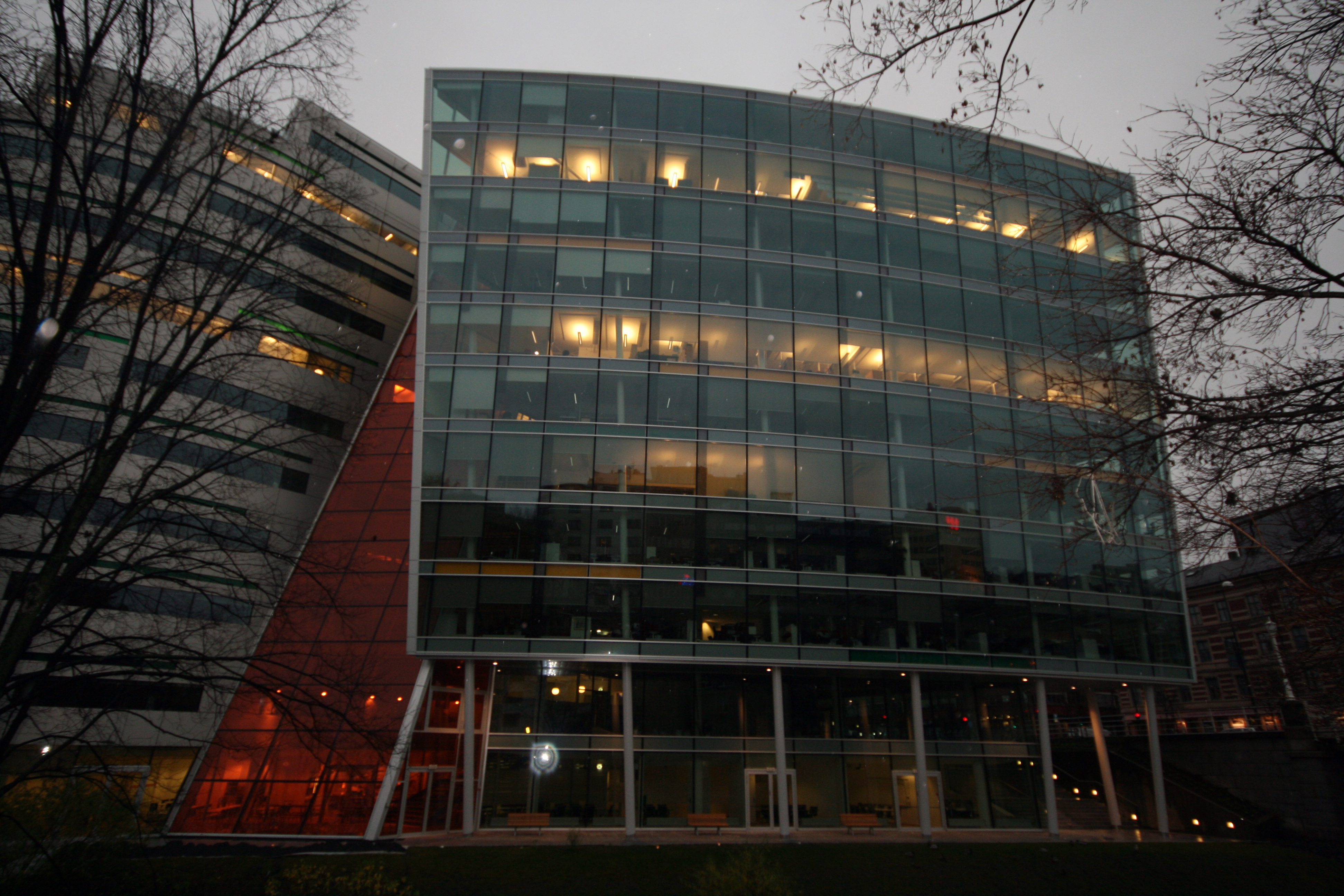
Офисные здания

Осло — крупнейший экономический центр Норвегии. Будучи портовым городом, Осло насчитывает14[когда?]

 около 980 компаний, связанных с морским делом (в общей сложности 8500 рабочих мест). Здесь обосновались компании, занимающиеся морскими перевозками, судовые маклеры, страховые компании. Det Norske Veritas входит в тройку лидирующих классификационных обществ. Док Осло обслуживает ежегодно около 6000 судов с грузооборотом в 6 млн тонн и свыше 5 млн пассажиров.
В 2003 году ВВП Осло составил NOK 268,047 млрд (€33,876 млрд), что равняется примерно 17 % от ВВП страны. Таким образом, Осло является регионом с одним из наиболее высоких уровней ВВП на душу населения, составившим NOK 391 399 (€49 465) в 2003 году.
Осло считается одним из самых дорогих городов мира (14 место в 2009 году). По количеству крупных фирм, обосновавшихся в городе, Осло занимает 5 место по Европе (2654 компаний). Значительный сектор занимают компании по добыче нефти и газа. Осло также является одним из наиболее посещаемых туристических объектов в Норвегии.

## Транспорт

### Городской транспорт
Общественный транспорт Осло представлен сетью трамвайных линий, метро (T-bane), городских электричек и автобусных маршрутов. Также существует водный транспорт до островов, относящихся к городу, по тарифам городского транспорта. В городе действует общественная внутригородская сеть проката велосипедов.
Система метро со 105 станциями является самой крупной в Европе и мире для полумиллионных городов.
С 2009 года оплата проезда на всех видах общественного транспорта производится при помощи электронной системы Flexus, которая должна будет полностью вытеснить традиционные билеты.

### Железнодорожный транспорт

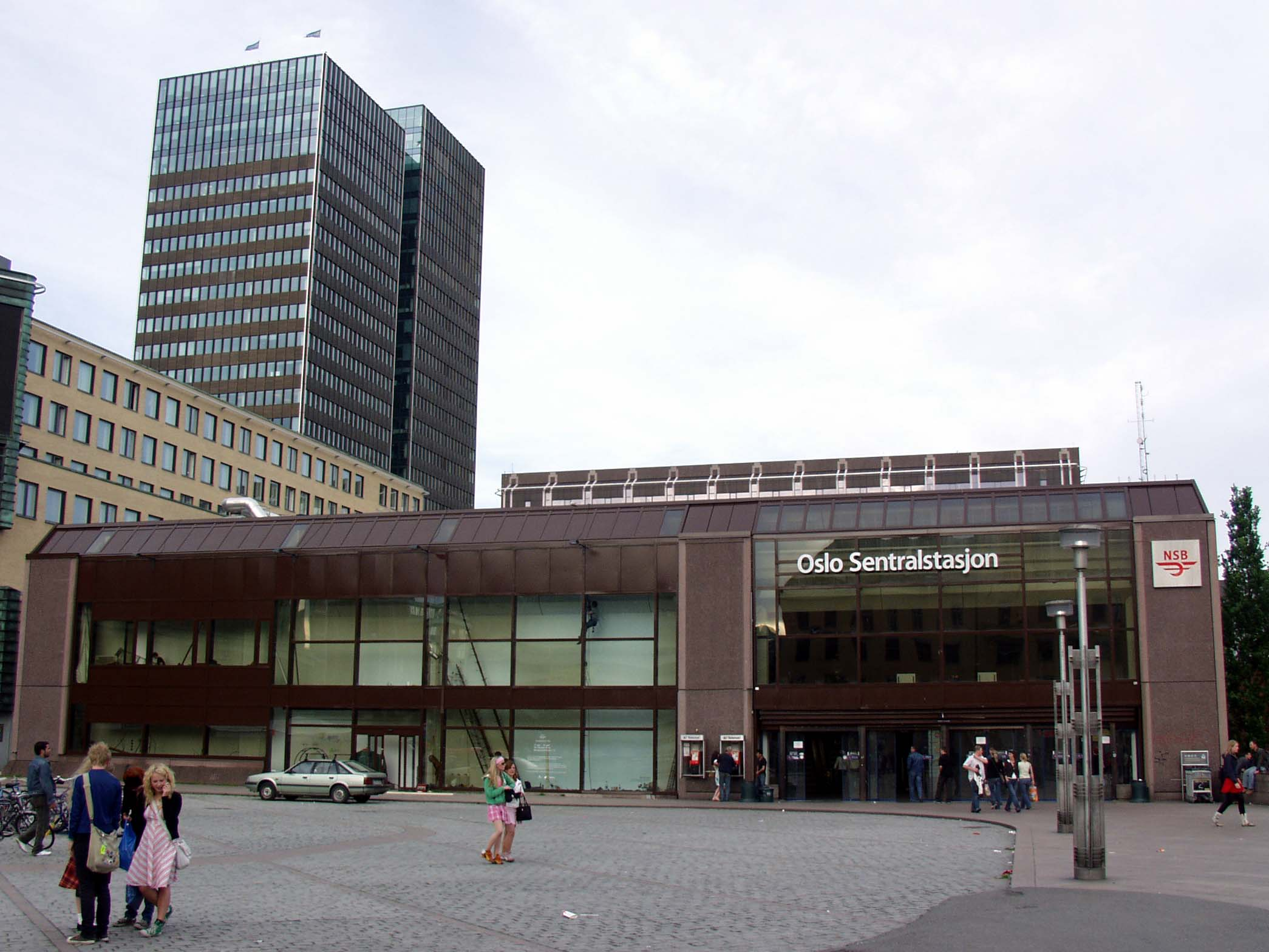
Центральный вокзал Осло

Центральный вокзал Осло является главным железнодорожным пунктом столицы, откуда отправляются поезда в остальные части Норвегии. Помимо этого, существуют международные линии до Стокгольма и Гётеборга (Швеция).

### Морской транспорт
Из Осло отправляются паромы до Фредериксхавна, Копенгагена (Дания) и Киля (Германия).

### Авиатранспорт
Осло обслуживается тремя международными аэропортами:
- Гардермуэн в 48 км от Осло,
- Осло-Торп близ Саннефьорда (120 км),
- Рюгге (60 км).

До 1998 года главным аэропортом Осло и страны в целом был Осло-Форнебу, который вывели из эксплуатации после открытия Гардермуэна.
С каждым из трёх аэропортов налажено транспортное сообщение при помощи электричек и экспресс-автобусов.

## Образование
Осло является важнейшим образовательным и научным центром страны. Около половины всех жителей страны с высшим образованием проживают в регионе Осло, что ставит его на третье место в Европе, что касается уровня образования. В столице обучаются более 73 000 студентов.
Наиболее крупные высшие учебные заведения:
- Университет Осло
- Национальная академия искусств в Осло (KHiO)
- Норвежская музыкальная школа
- Норвежская школа ветеринаров
- Норвежская школа менеджмента
- Университетский колледж Осло и Акерсхуса

## Достопримечательности

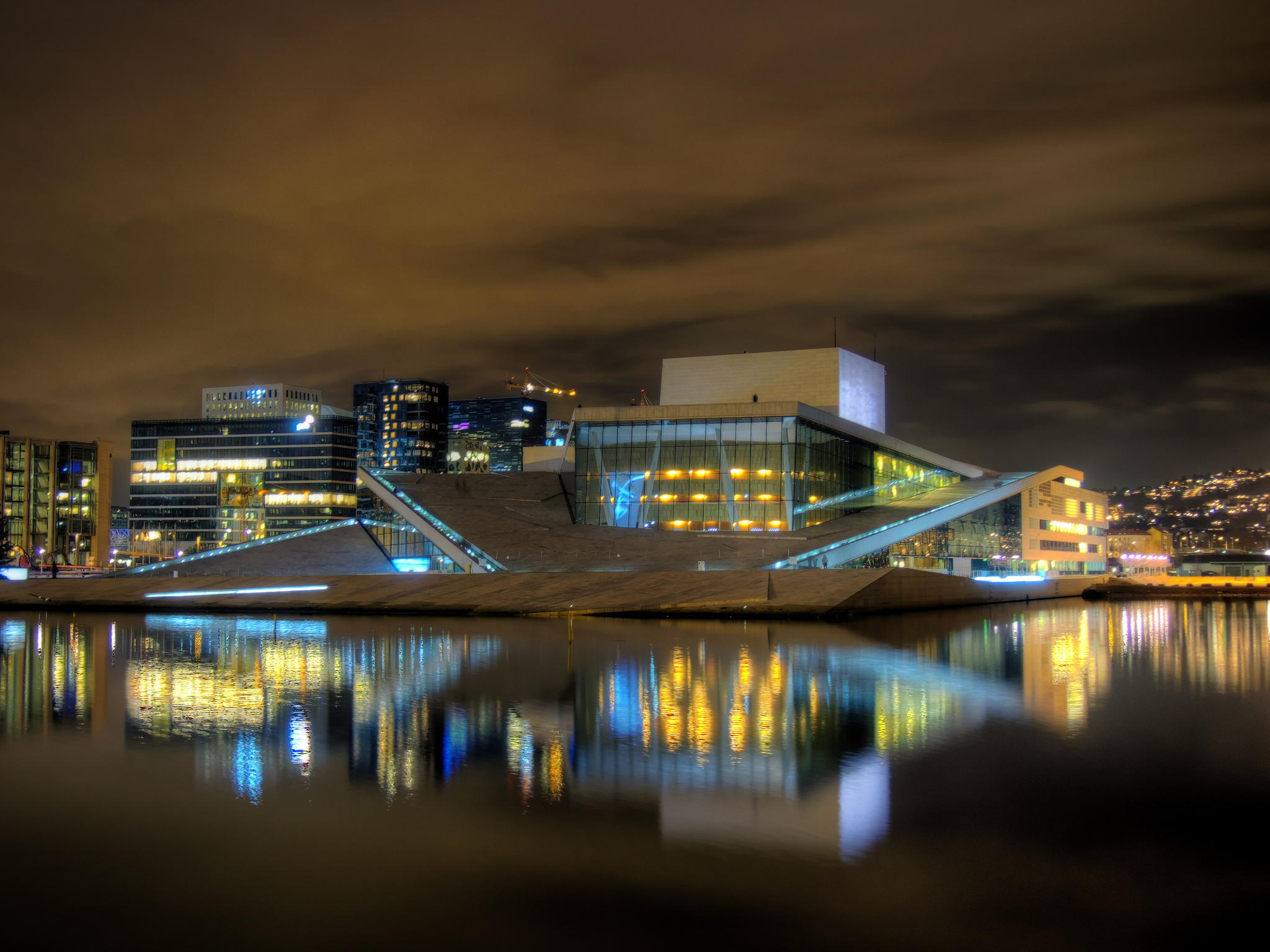
Оперный театр Осло

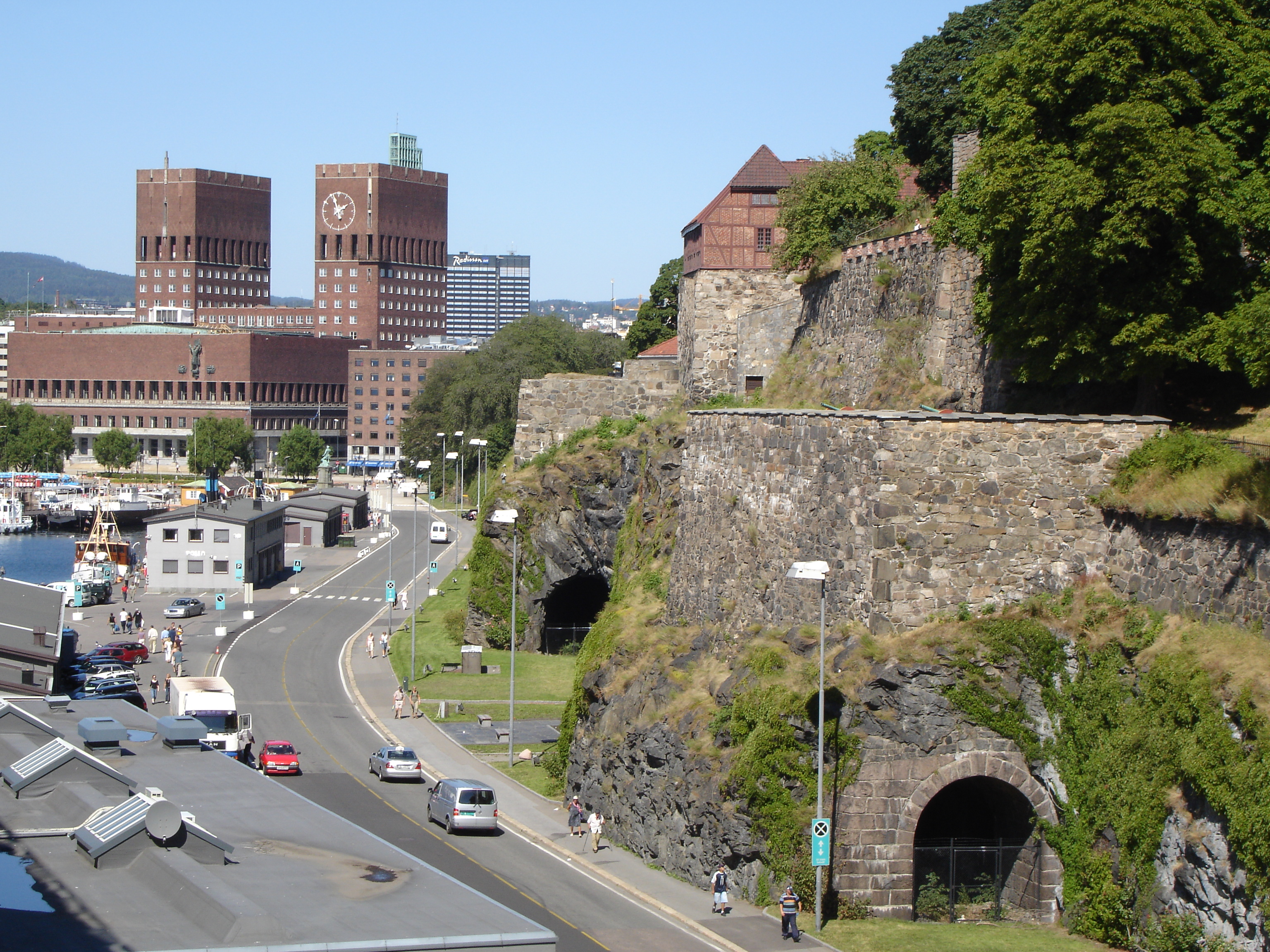
Укрепления крепости Акерсхус (справа) и ратуша Осло (на заднем плане слева)

Благодаря большому числу культурных объектов Осло является излюбленным туристическим пунктом. Одним из самых посещаемых мест можно назвать замок и крепость Акерсхус, которые практически положили начало города. Здесь находятся несколько музеев, связанных с военной историей Норвегии.
Вдоль центральной улицы Осло, ведущей от Центрального вокзала, — улицы Карла-Юхана — расположились основные городские достопримечательности, включая кафедральный собор Осло, здание Норвежского парламента, Норвежский национальный театр и Королевский дворец с дворцовым парком на её западной оконечности. Постоянными посетителями Гранд Кафе, расположенного в Гранд Отеле на улице Карла-Юхана, были Эдвард Мунк и Генрик Ибсен.
В центре города также расположена ратуша Осло, в которой ежегодно вручают Нобелевскую премию мира. Новый Оперный театр Осло находится непосредственно близ гавани, подобно Сиднейскому оперному театру.
Действует Народный театр.

### Музеи
Среди музеев особо популярны художественные музеи, а также музеи, повествующие о временах викингов. Некоторые из музеев Осло:
- Национальный музей искусства, архитектуры и дизайна
- Норвежский музей истории культуры (Норвежский народный музей)
- Музей Мунка
- Музей Кон-Тики
- Музей Фрама
- Музей кораблей викингов
- Норвежский морской музей
- Центр искусств Хени-Унстад
- Музей города Осло
- Kunstnernes Hus
- Исторический музей

### Храмы и церкви
- Церковь Святой Троицы (Осло)
- Собор Святого Олафа (Осло)
- Кафедральный Собор (Осло)

### Парки, спортивные сооружения
Вторым по посещаемости туристическим объектом Норвегии является лыжный трамплин в Хольменколлене. Среди парков следует отметить Парк скульптур Вигеланда, который содержит 227 скульптурных групп, созданных национальным скульптором Норвегии Густавом Вигеландом. Достойны внимания и парк у Королевского дворца и Ботанический сад.

## Спорт

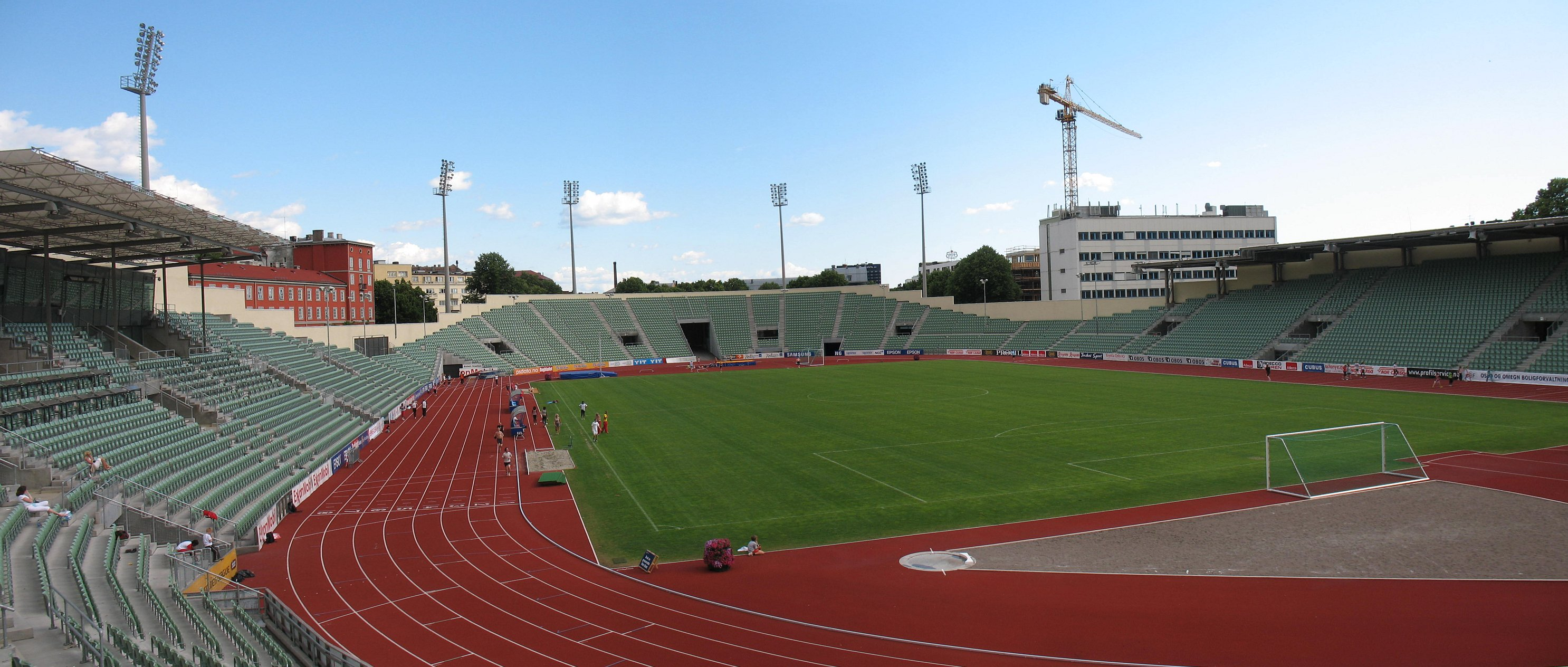
Стадион «Бислетт»

Осло неоднократно принимал крупнейшие соревнования по зимним видам спорта. В 1952 году здесь прошли зимние Олимпийские игры. Основной ареной Игр был стадион «Бислетт». В начале XXI века вместо старого стадиона был построен новый с тем же названием, на нём проходят футбольные и регбийные матчи, соревнования легкоатлетов.
В районе Осло Хольменколлене в 1930, 1966, 1982 и 2011 годах проходил чемпионат мира по лыжным видам спорта. Пять раз Осло принимал чемпионат мира по биатлону (1986, 1990, 1999, 2002, 2016)
В 1999 году был проведён чемпионат мира по хоккею с шайбой
Стадион «Уллевол» является домашней ареной для футбольного клуба «Волеренга» и сборной Норвегии по футболу. Кроме «Волеренги» в городе базируется футбольные клубы «Люн» и «Фригг».
Также в городе выступает хоккейный клуб «Волеренга», являющийся самым титулованным клубом за историю чемпионата (26 побед).

## Города-побратимы
- Гётеборг, Швеция[15]
- Нелспрейт (Мбомбела), ЮАР[15]
- земля Шлезвиг-Гольштейн, Германия[15]
- Шанхай, Китай[15]
- Вильнюс, Литва[15]
- Варшава, Польша[15]
- Киев, Украина[16]